# Kånåsjön
Kånåsjön är en sjö i Mora kommun i Dalarna och ingår i Dalälvens huvudavrinningsområde. Sjön har en area på 0,154 kvadratkilometer och ligger 358,2 meter över havet. Sjön avvattnas av vattendraget Ryssån.

## Delavrinningsområde
Kånåsjön ingår i det delavrinningsområde (676202-140748) som SMHI kallar för Ovan Skinnsäckan. Medelhöjden är 382 meter över havet och ytan är 31,92 kvadratkilometer. Det finns ett avrinningsområde uppströms, och räknas det in blir den ackumulerade arean 41,74 kvadratkilometer. Ryssån som avvattnar avrinningsområdet har biflödesordning 2, vilket innebär att vattnet flödar genom totalt 2 vattendrag innan det når havet efter 339 kilometer. Avrinningsområdet består mestadels av skog (51 procent) och sankmarker (39 procent). Avrinningsområdet har 0,21 kvadratkilometer vattenytor vilket ger det en sjöprocent på 0,7 procent.